# Seconda Divisione FIDAF 2021
La Seconda Divisione FIDAF 2021 è la 14ª edizione del campionato di football americano di Seconda Divisione organizzato dalla FIDAF (38ª edizione del campionato di secondo livello). Vi partecipano 17 squadre divise in 4 gironi.
I Giaguari Torino, inizialmente previsti partecipanti al campionato di Prima Divisione, hanno invece optato per la partecipazione a questo campionato.
I Gorillas Varese, inizialmente iscritti a questo campionato, hanno in seguito optato per la non partecipazione, in considerazione della permanenza della pandemia di COVID-19 del 2019-2021.
I Braves Bologna si sono autoretrocessi in CIF9.
I Mastiffs Canavese e i Razorbacks Piemonte si sono uniti a formare una nuova società, i Reapers Torino.
Il 27 maggio è stata annunciata la sede del Silver Bowl, che sarà lo Stadio Leonardo Garilli di Piacenza.

## Squadre partecipanti
| Club                | Città                      | Stadio                        | Sponsor ufficiale | Risultato nella stagione 2020               |
| ------------------- | -------------------------- | ----------------------------- | ----------------- | ------------------------------------------- |
| Aquile Ferrara      | Ferrara                    |                               | Dimedia srl       |                                             |
| Bengals Brescia     | Brescia                    |                               |                   |                                             |
| Daemons Cernusco    | Cernusco sul Naviglio (MI) | Centro Sportivo Scirea        |                   |                                             |
| Frogs Legnano       | Legnano (MI)               |                               |                   | 5º posto in RS CIF9 (girone I)              |
| Giaguari Torino     | Torino                     | Stadio Primo Nebiolo          |                   | Wild Card                                   |
| Hogs Reggio Emilia  | Reggio Emilia              |                               |                   | Semifinale                                  |
| Lions Bergamo       | Bergamo                    | Stadio Rino Gritti (Verdello) | HVM               | 9º posto in RS Prima Divisione              |
| Mastini Verona      | Pescantina (VR)            |                               | AGSM              | Quarti di finale                            |
| Pirates Savona      | Savona                     |                               |                   | Semifinale di Conference CIF9               |
| Reapers Torino      | Torino                     |                               |                   |                                             |
| Red Jackets Sarzana | Sarzana (SP)               |                               |                   | Wild Card                                   |
| Redskins Verona     | Verona                     |                               |                   | Vincitori XX Nine Bowl                      |
| Saints Padova       | Padova                     | C.S. Altichiero               |                   | Quarti di finale                            |
| Sentinels Isonzo    | Ronchi dei Legionari       | Stadio G. Mian (Cormons)      |                   | 4º posto in RS Seconda Divisione (girone B) |
| Skorpions Varese    | Varese                     |                               |                   | Quarti di finale                            |
| Venezia AFT         | Venezia                    |                               |                   | Quarti di Conference CIF9                   |
| Vipers Modena       | Modena                     |                               |                   | 5º posto in RS Seconda Divisione (girone C) |

## Stagione regolare

### Calendario

#### 1ª giornata
| Cormons 17 aprile 2021, ore 19:57 | Sentinels Isonzo | 0 – 40 (0-13 0-7 0-13 0-7) referto | Mastini Verona | Stadio G. Mian (0 spett.)\| Arbitro: \| S. d'Amato \| |
| Arbitro:                          | S. d'Amato       |                                    |                |                                                       |

| Grugliasco 17 aprile 2021, ore 21:00 | Reapers Torino | 21 – 20 (7-14 7-0 7-6 0-0) referto | Red Jackets Sarzana | Campo CUS Torino (0 spett.)\| Arbitro: \| A. Pagani \| |
| Arbitro:                             | A. Pagani      |                                    |                     |                                                        |

| Verdello 18 aprile 2021, ore 14:00 | Lions Bergamo | 0 – 51 (0-14 0-21 0-7 0-9) referto | Skorpions Varese | Stadio Rino Gritti (0 spett.)\| Arbitro: \| G. Sanfelice \| |
| Arbitro:                           | G. Sanfelice  |                                    |                  |                                                             |

| Scandiano 18 aprile 2021, ore 14:30 | Hogs Reggio Emilia | 14 – 21 (0-0 0-14 14-7 0-0) referto | Vipers Modena | Stadio Andrea Torelli (0 spett.)\| Arbitro: \| G. Curatolo \| |
| Arbitro:                            | G. Curatolo        |                                     |               |                                                               |

| Verona 18 aprile 2021, ore 14:30 | Redskins Verona | 0 – 14 (0-14 0-0 0-0 0-0) referto | Venezia AFT | Centro Sportivo Europa (4 spett.)\| Arbitro: \| A. Sartini \| |
| Arbitro:                         | A. Sartini      |                                   |             |                                                               |

| Ferrara 18 aprile 2021, ore 15:00 | Aquile Ferrara | 26 – 30 (0-7 12-10 0-3 14-10) referto | Bengals Brescia | Mike Wyatt Field (0 spett.)\| Arbitro: \| S. Bernini \| |
| Arbitro:                          | S. Bernini     |                                       |                 |                                                         |

| Cernusco sul Naviglio 18 aprile 2021, ore 15:00 | Daemons Cernusco | 35 – 0 (0-0 14-0 7-0 14-0) referto | Frogs Legnano | Stadio Gaetano Scirea (30 spett.)\| Arbitro: \| A. Maghini \| |
| Arbitro:                                        | A. Maghini       |                                    |               |                                                               |

| Torino 18 aprile 2021, ore 15:35 | Giaguari Torino | 28 – 8 (14-0 0-0 7-8 7-0) referto | Pirates Savona | Stadio Primo Nebiolo (0 spett.)\| Arbitro: \| A. Pagani \| |
| Arbitro:                         | A. Pagani       |                                   |                |                                                            |

#### 2ª giornata
| Varese 24 aprile 2021, ore 18:30 | Skorpions Varese | 28 – 14 (0-0 6-7 0-7 22-0) referto | Daemons Cernusco | Stadio Franco Ossola (0 spett.)\| Arbitro: \| Sala \| |
| Arbitro:                         | Sala             |                                    |                  |                                                       |

| Favaro Veneto 24 aprile 2021, ore 20:26 | Venezia AFT  | 0 – 15 (0-0 0-8 0-7 0-0) referto | Sentinels Isonzo | Centro Sportivo Comunale (0 spett.)\| Arbitro: \| M. Valentino \| |
| Arbitro:                                | M. Valentino |                                  |                  |                                                                   |

| Magnago 25 aprile 2021, ore 14:30 | Frogs Legnano | 0 – 38 (0-16 0-6 0-2 0-14) referto | Lions Bergamo | C.S.Magnago (0 spett.) |

#### 3ª giornata
| Padova 1º maggio 2021, ore 20:05 | Saints Padova | 14 – 6 (14-0 0-0 0-6 0-0) referto | Sentinels Isonzo | C.S. Altichiero (0 spett.)\| Arbitro: \| M. Valentino \| |
| Arbitro:                         | M. Valentino  |                                   |                  |                                                          |

| Pescantina 2 maggio 2021, ore 14:30 | Mastini Verona | 20 – 19 (7-6 0-7 13-0 0-6) referto | Redskins Verona | Campo Sportivo (10 spett.)\| Arbitro: \| Sala \| |
| Arbitro:                            | Sala           |                                    |                 |                                                  |

| Albisola Superiore 2 maggio 2021, ore 14:32 | Pirates Savona | 20 – 7 (0-0 14-7 0-0 6-0) referto | Reapers Torino | C.S. Luigi Pomina (0 spett.)\| Arbitro: \| A. Pagani \| |
| Arbitro:                                    | A. Pagani      |                                   |                |                                                         |

| Sarzana 2 maggio 2021, ore 15:00 | Red Jackets Sarzana | 14 – 42 (6-14 0-21 0-7 8-0) referto | Giaguari Torino | Stadio Miro Luperi (0 spett.)\| Arbitro: \| Zampedri \| |
| Arbitro:                         | Zampedri            |                                     |                 |                                                         |

#### 4ª giornata
| Cormons 8 maggio 2021, ore 19:59 | Sentinels Isonzo | 12 – 14 (6-7 0-0 6-0 0-7) referto | Redskins Verona | Stadio G. Mian (0 spett.)\| Arbitro: \| M. Valentino \| |
| Arbitro:                         | M. Valentino     |                                   |                 |                                                         |

| Brescia 8 maggio 2021, ore 20:30 | Bengals Brescia | 16 – 33 (3-13 7-20 0-0 6-0) referto | Hogs Reggio Emilia | Centro Sportivo "Enrico Chico Nova" (0 spett.) |

| Modena 9 maggio 2021, ore 15:00 | Vipers Modena | 40 – 26 (6-6 14-13 12-0 8-7) referto | Aquile Ferrara | Polisportiva Saliceta San Giuliano (0 spett.) |

| Padova 9 maggio 2021, ore 15:30 | Saints Padova | 21 – 18 (0-2 14-0 7-3 0-13) referto | Venezia AFT | C.S. Altichiero (0 spett.)\| Arbitro: \| G. Sanfelice \| |
| Arbitro:                        | G. Sanfelice  |                                     |             |                                                          |

#### 5ª giornata
| Verdello 15 maggio 2021, ore 18:00 | Lions Bergamo | 14 – 31 (7-7 7-14 0-0 0-10) referto | Daemons Cernusco | Stadio Rino Gritti (0 spett.)\| Arbitro: \| W. Perona \| |
| Arbitro:                           | W. Perona     |                                     |                  |                                                          |

| Varese 15 maggio 2021, ore 18:30 | Skorpions Varese | 49 – 7 (14-0 28-0 7-0 0-7) referto | Frogs Legnano | Stadio Franco Ossola (0 spett.)\| Arbitro: \| A. Sartini \| |
| Arbitro:                         | A. Sartini       |                                    |               |                                                             |

| Verona 15 maggio 2021, ore 20:00 | Redskins Verona | 0 – 6 (0-0 0-6 0-0 0-0) referto | Saints Padova | Centro Sportivo Europa (2 spett.) |

| Favaro Veneto 15 maggio 2021, ore 20:30 | Venezia AFT | 3 – 50 (0-16 3-13 0-7 0-14) referto | Mastini Verona | Centro Sportivo Comunale (0 spett.)\| Arbitro: \| R. d'Amato \| |
| Arbitro:                                | R. d'Amato  |                                     |                |                                                                 |

#### 6ª giornata
| Scandiano 22 maggio 2021, ore 17:00 | Hogs Reggio Emilia | 38 – 26 (14-7 10-0 0-0 14-19) referto | Aquile Ferrara | Stadio Andrea Torelli (0 spett.)\| Arbitro: \| M. Breglia \| |
| Arbitro:                            | M. Breglia         |                                       |                |                                                              |

| Grugliasco 22 maggio 2021, ore 21:00 | Reapers Torino | 7 – 35 (0-7 0-14 0-0 7-14) referto | Giaguari Torino | Campo CUS Torino (0 spett.)\| Arbitro: \| M. Bernardi \| |
| Arbitro:                             | M. Bernardi    |                                    |                 |                                                          |

| Pescantina 23 maggio 2021, ore 14:35 | Mastini Verona | 42 – 20 (0-6 28-0 14-0 0-14) referto | Saints Padova | Campo Sportivo (0 spett.)\| Arbitro: \| Tomaz \| |
| Arbitro:                             | Tomaz          |                                      |               |                                                  |

| Modena 23 maggio 2021, ore 15:00 | Vipers Modena | 46 – 19 (19-7 17-0 7-0 3-12) referto | Bengals Brescia | Polisportiva Saliceta San Giuliano (0 spett.) |

| Sarzana 23 maggio 2021, ore 15:38 | Red Jackets Sarzana | 25 – 0 (6-0 12-0 7-0 0-0) referto | Pirates Savona | Campo Casoni-Berghini (0 spett.)\| Arbitro: \| G. Virone \| |
| Arbitro:                          | G. Virone           |                                   |                |                                                             |

#### 7ª giornata (fase a orologio Girone D)
| Varese 29 maggio 2021, ore 18:30 | Skorpions Varese | 13 – 0 (0-0 13-0 0-0 0-0) referto | Lions Bergamo | Stadio Franco Ossola (0 spett.)\| Arbitro: \| R. Breglia \| |
| Arbitro:                         | R. Breglia       |                                   |               |                                                             |

| Modena 29 maggio 2021, ore 19:01 | Vipers Modena | 8 – 3 (0-3 2-0 0-0 6-0) referto | Hogs Reggio Emilia | Polisportiva Saliceta San Giuliano |

| Favaro Veneto 29 maggio 2021, ore 20:30 | Venezia AFT | 7 – 23 (0-17 0-3 7-0 0-3) referto | Redskins Verona | Centro Sportivo Comunale (0 spett.)\| Arbitro: \| Sala \| |
| Arbitro:                                | Sala        |                                   |                 |                                                           |

| Brescia 29 maggio 2021, ore 20:30 | Bengals Brescia | 17 – 0 (7-0 7-0 0-0 3-0) referto | Aquile Ferrara | Centro Sportivo "Enrico Chico Nova" (0 spett.)\| Arbitro: \| A. Maghini \| |
| Arbitro:                          | A. Maghini      |                                  |                |                                                                            |

| Albisola Superiore 30 maggio 2021, ore 14:35 | Pirates Savona | 0 – 35 (0-14 0-14 0-7 0-0) referto | Giaguari Torino | C.S. Luigi Pomina (0 spett.)\| Arbitro: \| R. Passalacqua \| |
| Arbitro:                                     | R. Passalacqua |                                    |                 |                                                              |

| Magnago 30 maggio 2021, ore 14:30 | Frogs Legnano | 10 – 23 (0-7 7-0 0-9 3-7) referto | Daemons Cernusco | C.S. Magnago (30 spett.)\| Arbitro: \| Zampedri \| |
| Arbitro:                          | Zampedri      |                                   |                  |                                                    |

| Sarzana 30 maggio 2021, ore 15:30 | Red Jackets Sarzana | 28 – 20 (7-10 13-0 0-0 0-10 8-0) referto | Reapers Torino | Stadio Miro Luperi (0 spett.)\| Arbitro: \| P. Moglia \| |
| Arbitro:                          | P. Moglia           |                                          |                |                                                          |

| Padova 30 maggio 2021, ore 15:30 | Saints Padova | 21 – 7 (0-0 7-7 0-0 14-0) referto | Sentinels Isonzo | C.S. Altichiero (0 spett.)\| Arbitro: \| Sala \| |
| Arbitro:                         | Sala          |                                   |                  |                                                  |

#### 8ª giornata (fase a orologio Girone D)
| Ferrara 5 giugno 2021, ore 17:00 | Aquile Ferrara | 7 – 21 (0-0 0-7 7-6 0-8) referto | Vipers Modena | Mike Wyatt Field (0 spett.)\| Arbitro: \| Tomaz \| |
| Arbitro:                         | Tomaz          |                                  |               |                                                    |

| Scandiano 5 giugno 2021, ore 17:00 | Hogs Reggio Emilia | 7 – 13 (7-7 0-6 0-0 0-0) referto | Bengals Brescia | Stadio Andrea Torelli (60 spett.)\| Arbitro: \| G. Rizzello \| |
| Arbitro:                           | G. Rizzello        |                                  |                 |                                                                |

| Verdello 5 giugno 2021, ore 18:00 | Lions Bergamo | 33 – 3 (7-0 26-0 0-3 0-0) referto | Frogs Legnano | Stadio Rino Gritti (100 spett.)\| Arbitro: \| Sala \| |
| Arbitro:                          | Sala          |                                   |               |                                                       |

| Pescantina 5 giugno 2021, ore 20:00 | Mastini Verona | 14 – 7 (0-0 14-0 0-7 0-0) referto | Saints Padova | Campo Sportivo (50 spett.)\| Arbitro: \| A. Maghini \| |
| Arbitro:                            | A. Maghini     |                                   |               |                                                        |

| Cormons 5 giugno 2021, ore 20:00 | Sentinels Isonzo | 20 – 13 (6-6 7-0 7-7 0-0) referto | Venezia AFT | Stadio G. Mian (0 spett.) |

| Rivarolo Canavese 5 giugno 2021, ore 21:00 | Reapers Torino | 35 – 28 (14-3 14-0 0-6 7-19) referto | Pirates Savona | Campo Grande Torino (50 spett.)\| Arbitro: \| M. Bernardi \| |
| Arbitro:                                   | M. Bernardi    |                                      |                |                                                              |

| Torino 6 giugno 2021, ore 15:30 | Giaguari Torino | 57 – 20 (14-0 23-6 14-6 6-8) referto | Red Jackets Sarzana | Stadio Primo Nebiolo (120 spett.)\| Arbitro: \| Sala \| |
| Arbitro:                        | Sala            |                                      |                     |                                                         |

| Cernusco sul Naviglio 6 giugno 2021, ore 16:29 | Daemons Cernusco | 7 – 29 (0-15 0-7 0-7 7-0) referto | Skorpions Varese | Stadio Gaetano Scirea (50 spett.)\| Arbitro: \| A. Maghini \| |
| Arbitro:                                       | A. Maghini       |                                   |                  |                                                               |

#### 9ª giornata (fase a orologio Girone D)
| Ferrara 12 giugno 2021, ore 17:05 | Aquile Ferrara | 0 – 32 (0-7 0-6 0-13 0-6) referto | Hogs Reggio Emilia | Mike Wyatt Field (70 spett.)\| Arbitro: \| S. d'Amato \| |
| Arbitro:                          | S. d'Amato     |                                   |                    |                                                          |

| Brescia 12 giugno 2021, ore 20:30 | Bengals Brescia | 17 – 0 (0-0 3-0 0-0 14-0) referto | Vipers Modena | Centro Sportivo "Enrico Chico Nova" (110 spett.)\| Arbitro: \| A. Sartini \| |
| Arbitro:                          | A. Sartini      |                                   |               |                                                                              |

| Verona 13 giugno 2021, ore 14:30 | Redskins Verona | 6 – 49 (6-14 0-21 0-7 0-7) referto | Mastini Verona | Payanini Center (300 spett.)\| Arbitro: \| A. Sartini \| |
| Arbitro:                         | A. Sartini      |                                    |                |                                                          |

| Magnago 13 giugno 2021, ore 14:30 | Frogs Legnano | 10 – 24 (0-7 0-14 10-0 0-3) referto | Skorpions Varese | C.S. Magnago (80 spett.)\| Arbitro: \| Zampedri \| |
| Arbitro:                          | Zampedri      |                                     |                  |                                                    |

| Albisola Superiore 13 giugno 2021, ore 15:40 | Pirates Savona | 15 – 29 (0-13 0-2 8-6 7-8) referto | Red Jackets Sarzana | C.S. Luigi Pomina (50 spett.)\| Arbitro: \| P. Moglia \| |
| Arbitro:                                     | P. Moglia      |                                    |                     |                                                          |

| Cernusco sul Naviglio 13 giugno 2021, ore 16:00 | Daemons Cernusco | 39 – 41 (6-20 7-14 7-7 19-0) referto | Lions Bergamo | Stadio Gaetano Scirea (50 spett.)\| Arbitro: \| S. Bernini \| |
| Arbitro:                                        | S. Bernini       |                                      |               |                                                               |

| Torino 13 giugno 2021, ore 17:00 | Giaguari Torino | 42 – 0 (7-0 21-0 7-0 7-0) referto | Reapers Torino | Stadio Primo Nebiolo (280 spett.)\| Arbitro: \| M. Bernardi \| |
| Arbitro:                         | M. Bernardi     |                                   |                |                                                                |

### Classifiche
Le classifiche della regular season sono le seguenti:
- La qualificazione ai playoff è indicata in verde

#### Classifica Girone A
| Pos. | Squadra             | PCT   | G | V | P | PF  | PS  |
| ---- | ------------------- | ----- | - | - | - | --- | --- |
| 1    | Giaguari Torino     | 1.000 | 6 | 6 | 0 | 239 | 47  |
| 2    | Red Jackets Sarzana | .500  | 6 | 3 | 3 | 134 | 155 |
| 3    | Reapers Torino      | .333  | 6 | 2 | 4 | 90  | 173 |
| 4    | Pirates Savona      | .167  | 6 | 1 | 5 | 71  | 159 |

#### Classifica Girone B
| Pos. | Squadra          | PCT   | G | V | P | PF  | PS  |
| ---- | ---------------- | ----- | - | - | - | --- | --- |
| 1    | Skorpions Varese | 1.000 | 6 | 6 | 0 | 194 | 38  |
| 2    | Daemons Cernusco | .500  | 6 | 3 | 3 | 149 | 122 |
| 3    | Lions Bergamo    | .500  | 6 | 3 | 3 | 126 | 137 |
| 4    | Frogs Legnano    | .000  | 6 | 0 | 6 | 26  | 202 |

#### Classifica Girone C
| Pos. | Squadra            | PCT   | G | V | P | PF  | PS  |
| ---- | ------------------ | ----- | - | - | - | --- | --- |
| 1    | Vipers Modena      | 1.000 | 6 | 5 | 1 | 136 | 86  |
| 2    | Bengals Brescia    | .667  | 6 | 4 | 2 | 112 | 112 |
| 3    | Hogs Reggio Emilia | .500  | 6 | 3 | 3 | 127 | 84  |
| 4    | Aquile Ferrara     | .000  | 6 | 0 | 6 | 85  | 178 |

#### Classifica Girone D
| Pos. | Squadra          | PCT   | G | V | P | PF  | PS  |
| ---- | ---------------- | ----- | - | - | - | --- | --- |
| 1    | Mastini Verona   | 1.000 | 6 | 6 | 0 | 215 | 53  |
| 2    | Saints Padova    | .667  | 6 | 4 | 2 | 89  | 87  |
| 3    | Redskins Verona  | .333  | 6 | 2 | 4 | 62  | 108 |
| 4    | Sentinels Isonzo | .333  | 6 | 2 | 4 | 60  | 104 |
| 5    | Venezia AFT      | .167  | 6 | 1 | 5 | 55  | 129 |

## Playoff

### Tabellone
|  | Quarti di finale    | Quarti di finale    | Quarti di finale |                 |                  | Semifinali       | Semifinali | Semifinali |  |  | XXVII Silver Bowl | XXVII Silver Bowl | XXVII Silver Bowl |  |
|  |                     |                     |                  |                 |                  |                  |            |            |  |  |                   |                   |                   |  |
|  | Skorpions Varese    | Skorpions Varese    | 41               |                 |                  |                  |            |            |  |  |                   |                   |                   |  |
|  | Skorpions Varese    | Skorpions Varese    | 41               |                 |                  |                  |            |            |  |  |                   |                   |                   |  |
|  | Red Jackets Sarzana | Red Jackets Sarzana | 14               |                 |                  |                  |            |            |  |  |                   |                   |                   |  |
|  | Red Jackets Sarzana | Red Jackets Sarzana | 14               |                 | Skorpions Varese | Skorpions Varese | 21         |            |  |  |                   |                   |                   |  |
|  |                     |                     |                  |                 | Skorpions Varese | Skorpions Varese | 21         |            |  |  |                   |                   |                   |  |
|  |                     |                     | Vipers Modena    | Vipers Modena   | 24               |                  |            |            |  |  |                   |                   |                   |  |
|  | Vipers Modena       | Vipers Modena       | Vipers Modena    | Vipers Modena   | 24               | 21               |            |            |  |  |                   |                   |                   |  |
|  | Vipers Modena       | Vipers Modena       |                  |                 |                  |                  |            |            |  |  |                   |                   |                   |  |
|  | Bengals Brescia     | Bengals Brescia     | 9                |                 |                  |                  |            |            |  |  |                   |                   |                   |  |
|  | Bengals Brescia     | Bengals Brescia     | 9                |                 | Vipers Modena    | Vipers Modena    | 41         |            |  |  |                   |                   |                   |  |
|  |                     |                     |                  |                 |                  |                  |            |            |  |  |                   |                   |                   |  |
|  |                     |                     | Giaguari Torino  | Giaguari Torino | 14               |                  |            |            |  |  |                   |                   |                   |  |
|  | Giaguari Torino     | Giaguari Torino     | Giaguari Torino  | Giaguari Torino | 14               | 34               |            |            |  |  |                   |                   |                   |  |
|  | Giaguari Torino     | Giaguari Torino     |                  |                 |                  |                  |            |            |  |  |                   |                   |                   |  |
|  | Daemons Cernusco    | Daemons Cernusco    | 25               |                 |                  |                  |            |            |  |  |                   |                   |                   |  |
|  | Daemons Cernusco    | Daemons Cernusco    | 25               |                 | Giaguari Torino  | Giaguari Torino  | 49         |            |  |  |                   |                   |                   |  |
|  |                     |                     |                  |                 | Giaguari Torino  | Giaguari Torino  | 49         |            |  |  |                   |                   |                   |  |
|  |                     |                     | Mastini Verona   | Mastini Verona  | 25               |                  |            |            |  |  |                   |                   |                   |  |
|  | Mastini Verona      | Mastini Verona      | Mastini Verona   | Mastini Verona  | 25               | 44               |            |            |  |  |                   |                   |                   |  |
|  | Mastini Verona      | Mastini Verona      |                  |                 |                  |                  |            |            |  |  |                   |                   |                   |  |
|  | Saints Padova       | Saints Padova       | 12               |                 |                  |                  |            |            |  |  |                   |                   |                   |  |

### Quarti di finale
| Varese 26 giugno 2021, ore 18:30 | Skorpions Varese | 41 – 14 (13-0 15-7 7-7 6-0) referto | Red Jackets Sarzana | Stadio Franco Ossola (210 spett.)\| Arbitro: \| A. Maghini \| |
| Arbitro:                         | A. Maghini       |                                     |                     |                                                               |

| Pescantina 26 giugno 2021, ore 20:00 | Mastini Verona | 44 – 12 (0-6 23-0 14-0 7-6) referto | Saints Padova | Campo Sportivo (50 spett.)\| Arbitro: \| Zampedri \| |
| Arbitro:                             | Zampedri       |                                     |               |                                                      |

| Modena 26 giugno 2021, ore 20:02 | Vipers Modena | 21 – 9 (0-0 14-0 7-3 0-6) referto | Bengals Brescia | Polisportiva Saliceta San Giuliano (50 spett.) |

| Torino 27 giugno 2021, ore 17:00 | Giaguari Torino | 34 – 25 (0-6 21-7 6-12 7-0) referto | Daemons Cernusco | Stadio Primo Nebiolo (250 spett.)\| Arbitro: \| M. Bernardi \| |
| Arbitro:                         | M. Bernardi     |                                     |                  |                                                                |

### Semifinali
| Varese 3 luglio 2021, ore 18:30 | Skorpions Varese | 21 – 24 (7-2 0-9 7-6 7-7) referto | Vipers Modena | Stadio Franco Ossola (280 spett.)\| Arbitro: \| S. d'Amato \| |
| Arbitro:                        | S. d'Amato       |                                   |               |                                                               |

| Torino 4 luglio 2021, ore 17:00 | Giaguari Torino | 49 – 25 (7-16 7-0 14-3 21-6) referto | Mastini Verona | Stadio Primo Nebiolo (250 spett.)\| Arbitro: \| A. Maghini \| |
| Arbitro:                        | A. Maghini      |                                      |                |                                                               |

### XXVII Silver Bowl
| Arbitri: | Zampedri R. Passalacqua I. Conti L. Mancino A. Sartini A. Pagani D. Gilardi |

| |           | |
| Cira 0':22" Q1 (TD) 23yd run R. Biskupec Q1 (pat) Cira 8':20" Q2 (TD) 6yd run R. Biskupec Q2 (pat) G. Montaruli 6':26" Q2 (TD) 15yd fumble recovery F. Vidoni 1':42" Q2 (TD) 63yd pass from Scaglia R. Biskupec Q2 (pat) F. Vidoni 6':05" Q3 (TD) 48yd pass from Scaglia Goldoni Q3 (tpc) rush Goldoni 0':21" Q3 (TD) 18yd run | Marcatori | A. Ghio 2':29" Q3 (TD) 2yd run J. Caprioglio Q3 (pat) F. Ruffinatto 2':54" Q4 (TD) 22yd pass from Morelli J. Caprioglio Q4 (pat) |

## Verdetti
- Vipers Modena Vincitori del Silver Bowl 2021

## Marcatori
| Giocatore       | Sq.                 | TD rush | TD recv | TD int | TD p.ret | TD k.ret | TD oth | Xp1   | Xp2 | FG  | Saf | Totale |
| --------------- | ------------------- | ------- | ------- | ------ | -------- | -------- | ------ | ----- | --- | --- | --- | ------ |
| Cira            | Vipers Modena       | 8+2     | 0+0     | 0+0    | 0+0      | 0+0      | 0+0    | 0+0   | 0+0 | 0+0 | 0+0 | 60     |
| L. Greselin     | Daemons Cernusco    | 0+0     | 5+1     | 0+0    | 0+0      | 0+0      | 0+0    | 17+1  | 0+0 | 2+0 | 0+0 | 60     |
| L. Nuzzi        | Daemons Cernusco    | 8+2     | 0+0     | 0+0    | 0+0      | 0+0      | 0+0    | 0+0   | 0+0 | 0+0 | 0+0 | 60     |
| 3 giocatori     | 54                  |         |         |        |          |          |        |       |     |     |     |        |
| 3 giocatori     | 48                  |         |         |        |          |          |        |       |     |     |     |        |
| F. Rugani       | Red Jackets Sarzana | 0       | 7       | 0      | 0        | 0        | 0      | 0     | 2   | 0   | 0   | 46     |
| F. Petrillo     | Skorpions Varese    | 0+0     | 5+0     | 0+0    | 0+0      | 0+0      | 0+0    | 8+2   | 0+1 | 1+0 | 0+0 | 45     |
| J. Caprioglio   | Giaguari Torino     | 0+0     | 0+0     | 0+0    | 0+0      | 0+0      | 0+0    | 31+10 | 0+2 | 0+0 | 0+0 | 43     |
| 3 giocatori     | 42                  |         |         |        |          |          |        |       |     |     |     |        |
| A. Monte        | Mastini Verona      | 0+0     | 0+0     | 0+0    | 0+0      | 0+0      | 0+0    | 27+7  | 0+0 | 0+2 | 0+0 | 40     |
| Goldoni         | Vipers Modena       | 4+2     | 0+0     | 0+0    | 0+0      | 0+0      | 0+0    | 0+0   | 0+1 | 0+0 | 0+0 | 38     |
| 4 giocatori     | 36                  |         |         |        |          |          |        |       |     |     |     |        |
| S. Granelli     | Skorpions Varese    | 1+1     | 0+0     | 0+0    | 0+0      | 0+0      | 0+0    | 15+4  | 1+0 | 0+0 | 0+0 | 33     |
| Bianchini       | Bengals Brescia     | 0+0     | 0+0     | 0+0    | 0+0      | 0+0      | 0+0    | 10+0  | 0+0 | 6+1 | 0+0 | 31     |
| 2 giocatori     | 30                  |         |         |        |          |          |        |       |     |     |     |        |
| Ghelfi          | Red Jackets Sarzana | 0+0     | 3+1     | 0+0    | 0+0      | 0+0      | 0+0    | 0+0   | 2+0 | 0+0 | 0+0 | 28     |
| 4 giocatori     | 24                  |         |         |        |          |          |        |       |     |     |     |        |
| M. Sustarsic    | Sentinels Isonzo    | 2       | 1       | 0      | 0        | 0        | 0      | 4     | 0   | 0   | 0   | 22     |
| R. Biskupec     | Vipers Modena       | 0+0     | 0+0     | 0+0    | 0+0      | 0+0      | 0+0    | 5+7   | 0+0 | 2+1 | 0+0 | 21     |
| Gregorini       | Red Jackets Sarzana | 0+0     | 2+0     | 0+0    | 0+0      | 0+0      | 0+0    | 6+2   | 0+0 | 0+0 | 0+0 | 20     |
| 12 giocatori    | 18                  |         |         |        |          |          |        |       |     |     |     |        |
| Trenti          | Hogs Reggio Emilia  | 1       | 0       | 0      | 0        | 0        | 0      | 7     | 0   | 1   | 0   | 16     |
| 3 giocatori     | 14                  |         |         |        |          |          |        |       |     |     |     |        |
| 3 giocatori     | 13                  |         |         |        |          |          |        |       |     |     |     |        |
| 28 giocatori    | 12                  |         |         |        |          |          |        |       |     |     |     |        |
| M. Seno         | Venezia AFT         | 0       | 0       | 0      | 0        | 0        | 0      | 5     | 0   | 2   | 0   | 11     |
| M. Scalambra    | Aquile Ferrara      | 0       | 1       | 0      | 0        | 0        | 0      | 0     | 1   | 0   | 0   | 8      |
| 58 giocatori    | 6                   |         |         |        |          |          |        |       |     |     |     |        |
| 2 giocatori     | 5                   |         |         |        |          |          |        |       |     |     |     |        |
| E. Sibona Tacco | Giaguari Torino     | 0+0     | 0+0     | 0+0    | 0+0      | 0+0      | 0+0    | 2+1   | 0+0 | 0+0 | 0+0 | 3      |
| 17 giocatori    | 2                   |         |         |        |          |          |        |       |     |     |     |        |
| 2 giocatori     | 1                   |         |         |        |          |          |        |       |     |     |     |        |

- Miglior marcatore della stagione regolare: L. Greselin ( Daemons Cernusco), 53
- Miglior marcatore dei playoff: A. Serra ( Giaguari Torino) e F. Vidoni ( Vipers Modena), 24
- Miglior marcatore della stagione: Cira ( Vipers Modena), L. Greselin e L. Nuzzi ( Daemons Cernusco), 60

## Passer rating
La classifica tiene in considerazione soltanto i quarterback con almeno 10 lanci effettuati ed è calcolata sul rating NCAA.
| Giocatore        | Sq.                 | G   | Att    | Comp  | Int | Yds     | TD   | NFL    | NCAA   |
| ---------------- | ------------------- | --- | ------ | ----- | --- | ------- | ---- | ------ | ------ |
| Morelli          | Giaguari Torino     | 6+1 | 35+2   | 19+2  | 3+0 | 399+51  | 6+1  | 105,86 | 205,14 |
| N. Dalmasso      | Giaguari Torino     | 6+3 | 75+68  | 48+45 | 3+3 | 984+621 | 11+9 | 125,15 | 197,08 |
| E. Minuti        | Daemons Cernusco    | 1   | 17     | 10    | 0   | 132     | 3    | 123,04 | 182,28 |
| Crosta           | Skorpions Varese    | 6+2 | 117+31 | 66+20 | 5+1 | 924+335 | 16+3 | 108,64 | 163,82 |
| Bonacci          | Mastini Verona      | 4   | 57     | 27    | 1   | 324     | 6    | 93,02  | 126,34 |
| Buchi            | Red Jackets Sarzana | 4   | 84     | 38    | 4   | 565     | 8    | 79,71  | 123,64 |
| C. Carminati     | Mastini Verona      | 4+2 | 51+55  | 28+26 | 2+3 | 317+342 | 6+3  | 78,69  | 120,96 |
| Scaglia          | Vipers Modena       | 6+3 | 114+62 | 55+32 | 5+1 | 636+546 | 7+4  | 77,89  | 119,65 |
| Z. Zucchelli     | Aquile Ferrara      | 4   | 84     | 48    | 4   | 512     | 5    | 75,10  | 118,46 |
| J. Baidal Macias | Daemons Cernusco    | 5+1 | 113+27 | 47+12 | 4+1 | 623+269 | 7+2  | 70,30  | 109,73 |
| M. Costantini    | Red Jackets Sarzana | 5+1 | 73+29  | 38+13 | 1+3 | 465+104 | 6+2  | 72,00  | 107,52 |
| A. Golfieri      | Aquile Ferrara      | 5   | 174    | 95    | 7   | 945     | 7    | 66,86  | 105,45 |
| N. Arnaldi       | Pirates Savona      | 2   | 18     | 8     | 1   | 101     | 1    | 57,87  | 98,80  |
| F. Radice        | Daemons Cernusco    | 4   | 12     | 5     | 0   | 41      | 1    | 78,82  | 97,87  |
| Tinti            | Bengals Brescia     | 3+1 | 115+15 | 50+7  | 5+0 | 671+85  | 5+0  | 59,65  | 97,70  |
| D. Rossi         | Lions Bergamo       | 6   | 159    | 67    | 7   | 773     | 9    | 57,98  | 92,85  |
| M. Vecchiato     | Saints Padova       | 6+1 | 33+8   | 13+2  | 2+1 | 204+14  | 3+0  | 48,63  | 90,76  |
| A. Arduini       | Sentinels Isonzo    | 6   | 142    | 59    | 6   | 770     | 4    | 51,09  | 87,94  |
| L. Fontana       | Reapers Torino      | 5   | 97     | 39    | 3   | 539     | 2    | 52,73  | 87,50  |
| S. Breggiè       | Saints Padova       | 5+1 | 42+10  | 13+5  | 6+2 | 251+84  | 3+1  | 43,83  | 83,35  |
| S. Boninsegni    | Redskins Verona     | 3   | 69     | 31    | 2   | 236     | 1    | 46,53  | 72,64  |
| D. Turotti       | Bengals Brescia     | 1   | 22     | 7     | 3   | 126     | 1    | 28,03  | 67,65  |
| U. Barile        | Vipers Modena       | 2+1 | 24+3   | 9+2   | 1+0 | 83+23   | 0+0  | 36,96  | 66,31  |
| F. Corradi       | Redskins Verona     | 3   | 88     | 38    | 3   | 223     | 2    | 43,94  | 65,15  |
| Zucco            | Reapers Torino      | 4   | 59     | 19    | 4   | 196     | 2    | 25,81  | 57,74  |
| F. Burato        | Pirates Savona      | 6   | 99     | 27    | 6   | 365     | 3    | 27,29  | 56,12  |
| D. Annibale      | Venezia AFT         | 6   | 145    | 38    | 9   | 584     | 3    | 24,90  | 54,45  |
| T. Bianciardi    | Redskins Verona     | 2   | 11     | 4     | 0   | 18      | 0    | 44,89  | 50,11  |
| Ruozzi           | Hogs Reggio Emilia  | 6   | 50     | 16    | 4   | 159     | 0    | 8,67   | 42,71  |
| G. Vincenti      | Frogs Legnano       | 6   | 94     | 22    | 9   | 242     | 0    | 0,00   | 25,88  |
| G. Verderio      | Frogs Legnano       | 3   | 19     | 3     | 2   | 29      | 0    | 0,00   | 7,56   |

- Miglior QB della stagione regolare: N. Dalmasso ( Giaguari Torino), 214,61
- Miglior QB dei playoff: Crosta ( Skorpions Varese), 180,77
- Miglior QB della stagione: Morelli ( Giaguari Torino), 205,14